# Santa Caterina d'Alexandria (El Greco)
Santa Caterina d'Alexandria és una obra excepcional dins del corpus pictòric d'El Greco. Aquest pintor solia fer vàries versions de les seves obres, però d'aquesta temàtica només en conservem aquesta peça. A més, als inventaris realitzats pel seu fill, Jorge Manuel Theotocópuli, després de la mort del mestre, només s'hi esmenta una obra d'aquesta temàtica, que podria ser l'actualment existent. Està catalogada a l'inventari núm. II amb el nª 65, mentre que al mateix inventari, amb el núm. 58 hi consta una "Santa Caterina de Siena" actualment perduda.

## Ressenya del personatge
Caterina d'Alexandria, segons llegendes mancades de qualsevol base històrica, era una noia d'excepcional erudició i bellesa. Degut a aquestes qualitats, l'emperador romà Maxenci va voler desposar-la. Maxenci era pagà, i Caterina, moguda per la seva profunda fe cristiana, va declinar l'oferta. Maxenci va ordenar que fos torturada mitjançant una roda amb punxes, però un llamp caigut del cel va destrossar la roda. La llibertat de Caterina va durar poc, perquè, poc després, va ser executada amb una espasa. Per tant, Caterina va assolir la palma del martiri i posteriorment la santedat.

## Anàlisi de l'obra
El rostre de la Santa expressa una certa dignitat altiva, remarcada per la corona, mentre que la seva figura està una mica distorsionada en ziga-zaga.
El Greco representa Caterina amb la palma de màrtir. El seu braç esquerre descansa sobre un tros de la roda trencada pel llamp, mentre la mà dreta sosté l'espasa amb la qual fou executada. El color és molt fi en tots els detalls, com en el cel blau lluminós, la corona d'or, la palma daurada, la roda de bronze, i l'espasa negra. Concretament a l'angle inferior esquerre, El Greco deixa veure la imprimació vermellosa, característica de la seva darrera etapa. Cal remarcar el mestratge demostrat en la representació de túnica rosa, amb brillants reflexos blancs, i en el blau pàlid de les vestidures, que recorda el darrers Apostolats del mestre.

## Procedència
Harold Wethey ens informa de la procedència d'aquesta obra:
- Marquès d'Alós, Castell de Balsareny, fins 1936; veure Marquesat d'Alòs
- Thomas Harris, Londres
- Pinakos Inc. and Knoedler, New York
- Mrs. Charles S. Payson, Manhasset, NY
- retornat a Pinakos and Knoedler
- William A. Coolidge
- llegat de William A. Coolidge al Museu de Belles Arts de Boston[5]

## Còpies
- Metropolitan Museum of Art ; Oli sobre tela; 57 x 48 cm; Wethey la considera una rèplica força matussera, i en mal estat.
- Estocolm ; pertanyia a Rolf de Maré; Oli sobre Tela; 98 x 74 cm; Obra d'un seguidor d'El Greco. És particularment interessant perquè, segons Wethey, havia estat a casa de Santiago Rusiñol i Prats, al Museu del Cau Ferrat.[6]

## Importància
Tot i que no és una obra cabdal d'El Greco, és una gran pèrdua pel patrimoni artístic català degut a:
- La raresa del seu tema dis el corpus pictòric d'El Greco.
- La unanimitat en la seva atribució directa a la mà del mestre, fins i tot per crítics tan exigents com Harold Wethey
- El bon estat de la pintura.
- La procedència del Castell de Balsareny, d'on probablement va sortir durant la Guerra Civil.[7]